# Chienkosaurus ceratosauroides
Chienkosaurus ceratosauroides es la única especie conocida del género dudoso  extinto Chienkosaurus de dinosaurio terópodo, tetanuro, que vivió a finales del período Jurásico, hace aproximadamente 145 millones de años en el Titoniense, en lo que hoy es Asia. Nombrado originalmente a partir de 4 dientes, de los cuales 3 son incluidos en el cocodriliano Hsisosuchus. El diente que queda no es diagnóstico, ya que no se puede diferenciar de otros terópodos contemporáneos. Se ha referido a este género un centro vertebral y una ulna. Fueron encontrados en la Formación Shangshaximiao, Sichuan, China y nombrado por C. C. Young en 1942.
El diente es similar a muchos dientes grandes de los terópodos en caracteres generales, pero es premaxilar según lo evidenciado por la carina anterior torcida y el fragmento reducido de endentaduras anteriores. Varias especies son similares en morfología, recurvado, aplanado y con ambos bordes serrado, Yangchuanosaurus shangyouensis y Sinraptor hepingensis que tienen 24 denticulos por centímetro y el Szechuanosaurus campi tiene 29 de estos. Generalmente es asignado a Szechuanosaurus pero se parece más a Yangchuanosaurus y Sinraptor. El cúbito referido es más similar al de Piatnitzkysaurus, aunque no se conoce ningún cúbito de sinrraptórido. Se diferencia del de Piatnitzkysaurus en que no es arqueado posteriormente, y el olecranón aparece interrumpido. Esto es un espécimen más de diagnóstico que el holotipo, pero no es desafortunadamente definitivamente referible al mismo individuo o especie. Originalmente se lo creyó relativo al Ceratosaurus, por esto es el nombre de la especie, Ch. ceratosauroides.